# Mica școlăriță
Mica școlăriță (titlul original: în rusă Первоклассница, transliterat: Pervoklassnița) este un film de familie sovietic, realizat în 1948 de regizorul Ilia Frez, bazat pe povestirea omonimă a lui Evgheni Șvarț, protagoniști fiind actorii Natalia Zașcipina, Tamara Makarova, Kira Golovko și Tatiana Barîșeva.

## Rezumat
Filmul povestește cum, grație unei învățătoare experimentate și colegilor de clasă, răsfățata și capricioasa dar de fapt o fată bună, Marusia Orlova a devenit o fată disciplinată și simpatică, care a terminat cu brio clasa întâi. La urma urmei, Marusiei îi plăcea foarte mult școala și în mod deosebit  învățătoarea. Era dispusă să fie de serviciu în fiecare zi și să vină dimineața devreme la școală, dacă doar-doar învățătoarea o va lăuda...

## Distribuție
- Natalia Zașcipina – Marusia Orlova
- Tamara Makarova – Anna Ivanovna, învățătoarea
- Kira Golovko – Nina Vasilievna, mama Marusiei
- Tatiana Barîșeva – bunica Marusiei
- Mila Kostîkova – Galea
- Olena Taranova – Vera
- Tamara Vihman – Nina Sokolova
- Igor Eroșkin – Sereja
- Maria Jvirblis – o profesoară
- Valentina Kibardina – o profesoară
- Olena Egorova –  Veronica Illivna, directoarea școlii
- Stelan Kaiukov – Ivan Sergheiobici, portarul
- Volodimir Uralski – un milițian
- Gheorghi Millear – poștașul
- Olena Maksimova – florăreasa
- Rostislav Pleatt – botanistul
- Maria Iaroțka – o mamă profesoară
- Olena Ceaikovska – o colegă de clasă a Marusiei
- Oleksandr Degtear – tatăl Marusiei, pilot